# Cacahuazintle

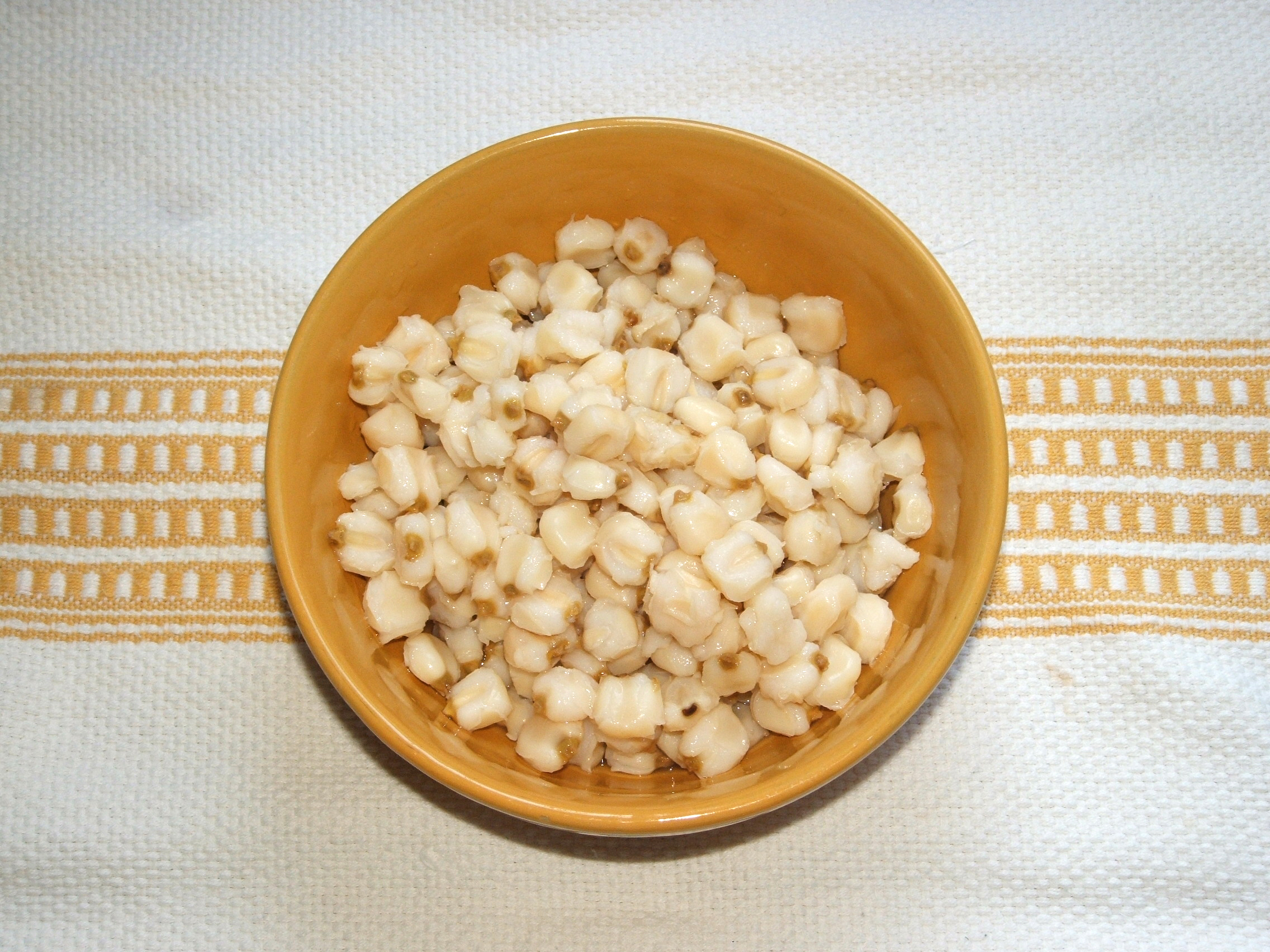
Znikstamalizowane ziarna kukurydzy cacahuazintle

Cacahuazintle (z języka nahuatl: cacahuatl "kakao" i zintli "kolba kukurydzy") - jedna z meksykańskich odmian kukurydzy, odznaczająca się dużymi kolbami i delikatnymi białymi ziarnami. Ziarna po poddaniu ich procesowi nikstamalizacji służą do wyrobu wielu potraw, takich jak tortilla, tamale, pinole, atole, a zwłaszcza pozole, stąd ten typ kukurydzy nazywa się często "maiz pozolero" (kukurydza na pozole). Słowo pozolli od którego wzięło swoją nazwę pozole znaczy dosłownie "pienisty" i prawdopodobnie związane jest z pianą powstającą podczas nikstamalizacji tej odmiany kukurydzy.